# Banished Bridge
Banished Bridge  es el primer álbum debut y álbum de estudio de la banda alemana de rock: Novalis. Lanzado en mayo de 1973. Siendo su álbum debut en la cual su poco éxito hizo que hoy en día se convirtiera como un álbum de culto y es considerado un álbum infravalorado del grupo. También es considerado un clásico del rock progresivo para los seguidores de culto.
Es el único álbum de Novalis en idioma inglés.
Las discográficas encargadas de las reediciones del álbum han sido Repertoire Records y Metronome Records.

## Sonido
El sonido del álbum se categoriza krautrock, rock progresivo, rock sinfónico y con elementos de la música artística.

## Lista de canciones
Todas las canciones escritas y compuestas por Novalis. 
| Banished Bridge |                                |          |  |
| N.º             | Título                         | Duración |  |
| 1.              | «Banished Bridge»              | 17:06    |  |
| 2.              | «High Evolution»               | 04:27    |  |
| 3.              | «Laughing»                     | 09:10    |  |
| 4.              | «Inside of Me (Inside of You)» | 06:40    |  |
| 37:23           |                                |          |  |

## Personal
Todos los sencillos y letras están compuestos por todos los miembros durante la formación original de Novalis en la realización del álbum.
- Jürgen Wenzel - vocal, guitarra acústica
- Lutz Rahn - órgano, mellotron, piano, sintetizador
- Heino Schünzel - bajo
- Hartwig Biereichel - batería, percusión

### Personal adicional
- Dieter Leppin - arte
- Horst Grosse - ingeniero de sonido
- H. G. Lehmann - fotografía
- Jochen Petersen - productor musical